# Нижняя Журавка
Нижняя Журавка (укр. Нижня Журавка), село,
Подлиманский сельский совет,
Боровский район,
Харьковская область.
Код КОАТУУ — 6321084002. Население по переписи 2001 г. составляет 104 (52/52 м/ж) человека.

## Географическое положение
Село Нижняя Журавка находится в 4-х км от села Подлиман. В 6-и км расположен пгт Боровая. Рядом проходит железная дорога, ближайшая станция Подлиманская (4 км).

## История
- 1775 - дата основания. В советское время село называлось Радянивка.

## Экономика
- В селе есть молочно-товарная ферма.

## Достопримечательности
- «Нижне Журавский». Энтомологический заказник местного значения. Площадь, 3,0 га. Охраняются дикие пчелиные — опылители сельскохозяйственных растений, среди них виды, занесенные в Красную книгу Украины: рофитоидес серый, шмель мохнатый.[1]